# تيد ليونز
تيد ليونز (بالإنجليزية: Ted Lyons)‏ هو لاعب كرة قاعدة أمريكي، ولد في 28 ديسمبر 1900 في ليك تشارلز في الولايات المتحدة، وتوفي في 25 يوليو 1986 في سولفور في الولايات المتحدة.

## وصلات خارجية
- تيد ليونز على موقع دوري كرة القاعدة الرئيسي (الإنجليزية)
- تيد ليونز على موقعبيزبول رفرنس.كوم (الدوري الرئيسي) (الإنجليزية)
- تيد ليونز على موقعبيزبول رفرنس.كوم (الدوري الثانوي) (الإنجليزية)
- تيد ليونز على موقع إي إس بي إن.كوم (أم.أل.بي) (الإنجليزية)
- تيد ليونز على موقع مشجعي الرسوم البيانية (الإنجليزية)
- تيد ليونز على موقع قاعة مشاهير كرة القاعدة (الإنجليزية)
- تيد ليونز على موقع قاعة لويزيانا للمشاهير الرياضية (الإنجليزية)